# FNNスーパー選挙王
『FNNスーパー選挙王』（エフエヌエヌ スーパーせんきょおう）は、フジテレビ（FNN系列）で2007年7月29日に放送された第21回参議院議員通常選挙の選挙特別番組。
タイトルは『FNNスーパーニュース』と『ザ・冒険王』をもじったものである。番組ロゴには『FNNスーパーニュース』に類似したものを使用し、テーマ曲も『スーパーニュース』17時台のテーマ曲のアレンジが使われた。

## 概要
NNNの選挙特別番組『ZERO×選挙』を放送するクロスネット局のテレビ大分とテレビ宮崎を除き、FNN系列全国26局ネットで放送した。BSフジでは選挙特番の放送を行わなかった。
当初は2007年7月22日に投開票が実施され、特番が編成される予定だったが、国会延長により1週遅れたため『27時間テレビ』との兼ね合いから午後9時15分から放送した（『27時間テレビ』からステブレレスで接続）。このため午後8時からの出口速報は『27時間テレビ』内（通常は日曜のゴールデンタイムが日本テレビ系であるにもかかわらず、『27時間テレビ』を優先したために『ZERO×選挙』を飛び乗りしたテレビ宮崎も含む）で放送した。
『27時間テレビ』と直結した第1部は、民放横並びトップの視聴率12.4%を記録した。
大規模な特番で使われているV4スタジオが『FNS27時間テレビ』のメイン会場として使用されていたため、本番組のスタジオはV4スタジオとは異なる2つのスタジオで代替された（2012年の選挙特番『FNN総選挙2012 ニッポンの決意 JAPAN'S DECISION』放送時にもV4スタジオがその前番組である『THE MANZAI 2012』で使用されたため、2つのスタジオで代替された）。

## キャスター
第1・2部
- メインキャスター：安藤優子、渡辺和洋
- 開票・分析キャスター：伊藤利尋、滝川クリステル、石原良純
- コメンテーター：三宅久之、櫻井よしこ
- フィールドキャスター
  - 木村太郎 - 自民党本部中継
  - 須田哲夫 - 民主党本部他
  - 奥寺健
  - 森下知哉
  - 中野美奈子 - 共生新党中継
  - 佐々木恭子 - 丸川珠代事務所中継
  - 高木広子 - 片山虎之助事務所中継

ほか FNN系列各局アナウンサー
第3部
- メインキャスター：黒岩祐治、島田彩夏
- 開票・分析キャスター：長野翼

## スタッフ
『FNNスーパーニュース』や『新報道プレミアA』のスタッフが中心となっている。
全編
- 制作統括：堤康一
- チーフプロデューサー：加納正
- 総合演出：松山俊行

第3部 - 『報道2001』形式部分
- プロデューサー：小林泰一郎
- 演出：西田恒久

## 放送時間
いずれもJST。
- 2007年7月29日（日曜日） 午後9時15分 - 翌日午前2時
  - 第1部：午後9時15分 - 午後10時58分
  - 第2部：午後10時58分 - 翌午前0時15分
  - （翌午前0時15分 - 翌午前0時30分までは『すぽると!』を放送。）
  - 第3部：翌午前0時30分 - 翌午前2時

前述の通り、『27時間テレビ』内でも随時速報を挿入した。
  - 19時59分 - 20時05分
  - 20時45分 - 20時47分

## ローカル局での扱い
例年通り、開票速報中や東京選挙区中継時間にローカル枠が設けられた。
- 北海道文化放送では、『uhbスーパーニュース』の京谷和央と松本裕子、北海道新聞の解説委員が出演した。
- 東海テレビでは、『東海テレビスーパーニュース』の中村と宮沢が司会を、コメンテーターを大谷昭宏が担当した。地域の話題だけでなく全国的な情勢の分析も行った。
- 関西テレビでは、『FNNスーパーニュースアンカー』をベースにした番組を展開した。メインキャスターは山本浩之、キャスターは村西利恵と豊田康雄、コメンテーターは青山繁晴と江川達也が担当した。
- 岡山放送では21時台の大半をローカル枠に充てた。これは自民党の大物議員が落選（放送時点では苦戦）した岡山・香川両選挙区の動向を詳しく伝えたためである。『FNNスーパー選挙王』が終了した後は、午前2時 - 午前2時30分に『OHKスーパー選挙王』を放送した。
- テレビ新広島では、『TSSスーパーニュース』と同じ出演者が担当した。ローカル枠での番組ロゴは『TSSスーパー選挙王』だった。
- テレビ熊本では、同日に衆議院熊本3区補選が行われたため、ローカル枠が多く編成された。
- 鹿児島テレビでは、誤って民主党候補に対して当確を出してしまい、局員による「集票予想の誤算であった」と後ほど訂正・謝罪した。このため、自民党候補が当選しても両陣営へのインタビューを受けられなかった。[要出典]